# شون وايلز
شون وايلز (بالإنجليزية: Sean Wiles)‏ هو لاعب هوكي الجليد أمريكي، ولد في 15 يوليو 1987 في بلويت في الولايات المتحدة.

## وصلات خارجية
- شون وايلز على موقع دوري الهوكي الوطني (الإنجليزية)
- شون وايلز على موقع EliteProspects.com (الإنجليزية)
- شون وايلز على موقع HockeyDB.com (الإنجليزية)